# Landon Curt Noll

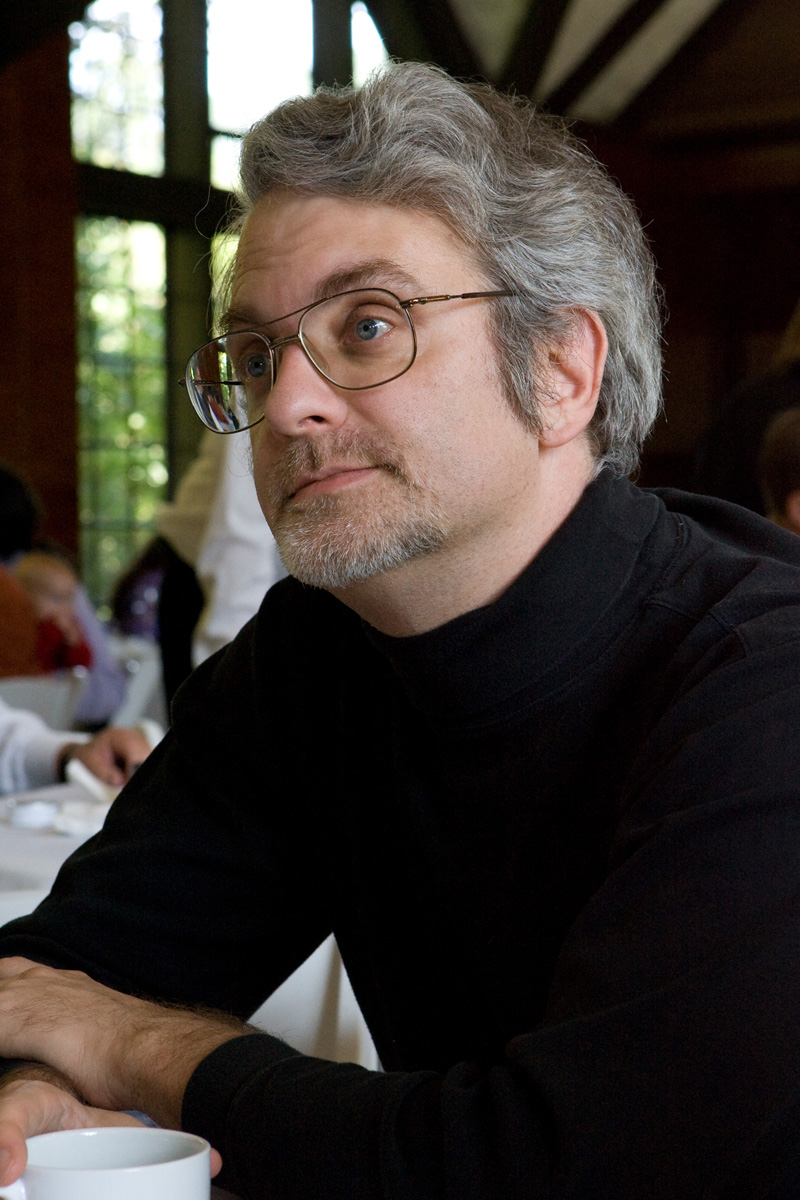
Landon Curt Noll, 2007

Landon Curt Noll (* 28. Oktober 1960 in Walnut Creek, Kalifornien) ist der Entdecker zweier Mersenne-Primzahlen: {\displaystyle 2^{21701}-1} und {\displaystyle 2^{23209}-1}.
Noll ist Mitglied der Amdahl-6-Gruppe und fand die größte Amdahl 6-Primzahl: {\displaystyle 391581\cdot 2^{216193}-1.} Er ist der Co-Erfinder eines Systems für die Benennung beliebig großer Zahlen. Er half auch, das International Obfuscated C Code Contest zu starten, und ist der Co-Erfinder der Fowler Noll Vo hash-Funktion.
Noll ist außerdem ein begeisterter Astronom. Er prägte den Begriff meteor squall („Meteorbö“), um einen signifikanten Meteorschauer zu beschreiben.